# Colon (Nebraska)
Colon es una villa situada en el condado de Saunders, Nebraska, Estados Unidos. Tiene una población estimada, a mediados de 2023, de 115 habitantes.

## Geografía
La localidad está ubicada en las coordenadas 41°17′53″N 96°36′26″O / 41.29806, -96.60722 (41.298119, -96.607335). Según la Oficina del Censo, tiene una superficie de 0.34 km² de tierra y 0.002 km² de agua.

## Demografía
Según el censo de 2020, en ese momento había 107 personas residiendo en la localidad. La densidad de población era de 314.71 hab./km². El 94.39% de los habitantes eran blancos, el 0.93% es afroamericano, el 3.74% eran de otras razas y el 0.93% era de una mezcla de razas. Del total de la población, el 5.61% eran hispanos o latinos de cualquier raza.